# Wahlbezirk Österreich ob der Enns 14
Der Wahlbezirk Österreich ob der Enns 14 war ein Wahlkreis für die Wahlen zum Abgeordnetenhaus im österreichischen Kronland Österreich ob der Enns (Oberösterreich). Der Wahlbezirk wurde 1907 mit der Einführung der Reichsratswahlordnung geschaffen und bestand bis zum Zusammenbruch der Habsburgermonarchie.

## Geschichte
Nachdem der Reichsrat im Herbst 1906 das allgemeine, gleiche, geheime und direkte Männerwahlrecht beschlossen hatte, wurde mit 26. Jänner 1907 die große Wahlrechtsreform durch Sanktionierung von Kaiser Franz Joseph I. gültig. Mit der neuen Reichsratswahlordnung schuf man insgesamt 516 Wahlbezirke, wobei mit Ausnahme Galiziens in jedem Wahlbezirk ein Abgeordneter im Zuge der Reichsratswahl gewählt wurde. Der Abgeordnete musste sich dabei im ersten Wahlgang oder in einer Stichwahl mit absoluter Mehrheit durchsetzen. Der Wahlbezirk Österreich ob der Enns 14 umfasste die Gerichtsbezirke Freistadt, Pregarten und Unterweißenbach, wobei die Stadt Freistadt (Wahlbezirk 6) vom Wahlbezirk ausgenommen war.
Aus der Reichsratswahl 1907 ging Franz Blöchl (Katholisch-Konservative Partei) als Sieger hervor. Blöchl verstarb jedoch, woraufhin sich der Christlichsoziale Johann Nepomuk Hauser in der Ersatzwahl 1909 durchsetzen konnte. Hauser konnte sein Mandat bei der Reichsratswahl 1911 erfolgreich verteidigen.

## Wahlergebnisse

### Reichsratswahl 1907
Die Reichsratswahl 1907 wurde am 14. Mai 1907 (erster Wahlgang) durchgeführt. Eine Stichwahl entfiel auf Grund der absoluten Mehrheit für Blöchl im ersten Wahlgang.
| Kandidat                                                                    | Partei                             | Wahlkreis- stimmen | Stimmen- anteil |
| --------------------------------------------------------------------------- | ---------------------------------- | ------------------ | --------------- |
| Franz Blöchl                                                                | Katholisch-Konservative Partei     | 6996               | 79,3 %          |
| Theodor Josef Scharitzer                                                    | Oberösterreichischer Bauernverein  | 1473               | 16,7 %          |
| Matthias Keplinger                                                          | Sozialdemokratische Arbeiterpartei | 301                | 3,4 %           |
|                                                                             | Sonstige                           | 54                 | 0,6 %           |
| Wahlberechtigte: 9672, Ungültige/Leere Stimmen: 80, Wahlbeteiligung: 92,1 % |                                    |                    |                 |

### Reichsratsersatzwahl 1909
Nach dem Tod von Blöchl wurde am 28. Mai 1909 (erster Wahlgang) die Reichsratsersatzwahl durchgeführt. durchgeführt. Eine Stichwahl entfiel auf Grund der absoluten Mehrheit für Hauser im ersten Wahlgang.
| Kandidat                                                             | Partei                             | Wahlkreis- stimmen | Stimmen- anteil |
| -------------------------------------------------------------------- | ---------------------------------- | ------------------ | --------------- |
| Johann Nepomuk Hauser                                                | Christlichsoziale Partei           | 6447               |                 |
| Winklehner                                                           | Oberösterreichischer Bauernverein  | ?                  |                 |
| Matthias Keplinger                                                   | Sozialdemokratische Arbeiterpartei | ?                  |                 |
|                                                                      | Sonstige                           | ?                  |                 |
| Wahlberechtigte: ?, Ungültige/Leere Stimmen: 175, Wahlbeteiligung: ? |                                    |                    |                 |

### Reichsratswahl 1911
Die Reichsratswahl 1911 wurde am 13. Juni 1911 (erster Wahlgang) durchgeführt. Die Stichwahl entfiel auf Grund des absoluten Mehrheit von Hauser im ersten Wahlgang.
| Kandidat                                                                     | Partei                              | Wahlkreis- stimmen | Stimmen- anteil |
| ---------------------------------------------------------------------------- | ----------------------------------- | ------------------ | --------------- |
| Johann Nepomuk Hauser                                                        | Christlichsoziale Partei            | 5435               | 65,9 %          |
| Ludwig Ritter von Polzer-Hoditz                                              | Selbständiger christlicher Kandidat | 2453               | 29,8 %          |
| Anton Weiguny                                                                | Sozialdemokratische Arbeiterpartei  | 230                | 2,8 %           |
|                                                                              | Sonstige                            | 126                | 1,5 %           |
| Wahlberechtigte: 9235, Ungültige/Leere Stimmen: 167, Wahlbeteiligung: 91,1 % |                                     |                    |                 |